# Toum

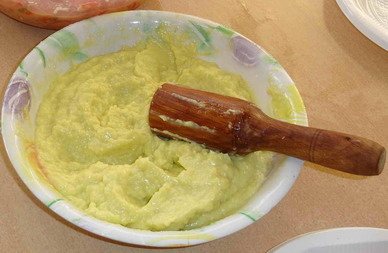
Schaaltje met toum

Toum of toumya is een knoflooksaus uit Libanon.
De ingrediënten van de saus zijn knoflook, zout, olijfolie of een andere plantaardige olie en citroensap. Traditioneel worden de ingrediënten gemalen met een houten mortier (vijzel) en een stamper. In sommige dorpen in Libanon wordt er ook munt aan de saus toegevoegd. De saus wordt vooral gebruikt als dipsaus.